# Formosia moneta
Formosia moneta là một loài ruồi trong họ Tachinidae.